# Centro de Artes de Sines

O Centro de Artes de Sines, inaugurado a 20 de agosto de 2005, é uma moderna infra-estrutura concebida pelo Atelier Aires Mateus & Associados (Manuel Aires Mateus e Francisco Aires Mateus). Está localizada na zona histórica.

## Valências
O Centro de Artes de Sines integra num único edifício, quatro equipamentos: um Centro de Exposições, a nova Miblioteca Municipal, um Auditório de 191 lugares e o Arquivo Histórico Municipal. Inaugurado em 2005 (20 de Agosto, Biblioteca; 26 de Novembro, restantes espaços), o Centro é apoiado por um parque de estacionamento subterrâneo (ainda não aberto) e por uma cafetaria panorâmica.

## Conceito arquitectónico
O Centro de Artes de Sines é um projecto do Atelier Aires Mateus & Associados que tomou como ideia estruturante a criação de um edifício de excepção que agregasse várias funções, servisse todas as camadas da população e funcionasse ao mesmo tempo como parte da cidade e porta do centro histórico.
Localiza-se no espaço anteriormente ocupado pelo Cine-teatro Vasco da Gama e pelo Teatro do Mar, entre outras estruturas. É um lugar central, de grande acessibilidade e cruzamento entre todos os estratos da população local e visitante. Coincide também com o início do caminho medieval que abre a cidade à baía (Rua Cândido dos Reis) e a via de delimitação entre a cidade histórica e a cidade moderna (Rua Marquês de Pombal). Essa circunstância foi integrada pela Câmara Municipal e pelo Atelier Aires Mateus & Associados no programa do equipamento, acrescentando-lhe o papel de dinamizador e modelo de qualidade para o centro histórico.
Ocupando com construção toda a área disponível do lote, a arquitectura do edifício assume uma dimensão monumental (os novos monumentos das cidades são os seus centros culturais). A escala escolhida é a do centro histórico e o jogo de transparências e opacidades sugere a combinação de aberturas e seteiras das muralhas do Castelo. Na Rua Marquês de Pombal, o edifício apresenta-se como uma fachada de pedra (lioz) muito robusta, mas ao iniciar-se o percurso pela Rua Cândido dos Reis, o volume ilumina-se pelas fachadas envidraçadas. Com estas fachadas garante-se a permeabilidade entre as actividades culturais do interior e a vida quotidiana do exterior. No interior, a luz natural reflecte-se no mármore branco liso dos tectos e paredes, envolvendo o utente num mundo de espacialidade pura.

## Programação
O Centro de Artes desenvolve uma programação regular de actividades no Auditório, Centro de Exposições, Biblioteca e Arquivo Histórico. Entre as exposições já patentes no Centro, destaque para exposição inaugural "Os Olhos Azuis do Mar", realizada integralmente em Sines numa residência artística da pintora Graça Morais. Entre os eventos que já tiveram lugar no Auditório, de salientar a presença do cravista holandês Gustav Leonhardt, em Abril de 2007, bem como as iniciativas do FMM Sines - Festival Músicas do Mundo ali realizadas desde 2006.
O Serviço Educativo e Cultural, transversal a todas as valências, desenvolve actividades mensais para milhares de crianças e para toda a comunidade educativa.

## Prémios
O Centro de Artes de Sines foi em 2007 uma das sete obras finalistas do “Mies van der Rohe”, prémio de arquitectura contemporânea concedido pela União Europeia, considerado o segundo mais importante da área em todo o mundo, imediatamente a seguir ao Pritzker, o “Nobel” da arquitectura contemporânea.
Em termos internacionais, o Centro foi ainda galardoado com o prémio alemão ContractAward - categoria Educação -, por "ter sido fundido, intencionalmente e com grande precisão, no comprimido contexto urbano da cidade" e pela "complexidade do conceito espacial: a engenhosa utilização da luz, a inteligente, mínima escolha de materiais, a disciplina com que as diferenciadas funções são acomodadas, num grande e imponente espaço" (Público, 2007-01-19).
O Centro de Artes de Sines foi também uma das obras vencedoras do Prémios de Arquitectura Ascensores Enor 2006, a que concorreram obras de Portugal e Espanha.
A nível nacional, o Centro de Artes de Sines foi a principal motivação da atribuição do Prémio AICA / MC (Associação Internacional de Críticos de Artes / Ministério da Cultura) 2005 aos arquitectos Francisco Mateus e Manuel Mateus. Os prémios foram entregues em Sines, em Maio de 2006, acompanhados de uma exposição sobre o tema.
Em 2005, o Centro de Artes de Sines foi distinguido pelo Instituto do Turismo de Portugal (ITP), com uma menção honrosa, na categoria "obra".